# Planet Earth
A Planet Earth Prince harminckettedik stúdióalbuma, amelyet 2007. július 15-én adott ki az NPG Records és ingyenesen járt az Egyesült Királyságban a The Mail on Sunday újság mellé. Ezt követően lett elérhető világszerte. Szerepel rajta Bria Valente, Marva King, Sonny T., Michael Bland, Sheila E. és korábbi The Revolution tagok, Wendy & Lisa. Az album harmadik helyen debütált a US Billboard 200-on, 96 ezer példányt eladva.

## Felvételek, kislemezek
2007. június 27-én a "Future Baby Mama" kiszivárgott az internetre egy amerikai rádióállomáson keresztül. Az első kislemez, a "Guitar" a Verizon Wirelesszel együttműködésben jelent meg. 2007. szeptember 3-án Prince Prágában, majd Spanyolországban forgatott a "Somewhere Here on Earth" videóklipjéhez.
Eredetileg Prince szerződést kötött a Columbia Records-dzal az album kiadására világszerte, mint a 2004-es Musicology esetében. Ennek ellenére Prince menedzsmentje megegyezett a The Mail on Sunday újsággal az album ingyenes kiadására annak egyik példányával. A Columbia ennek következtében nem volt hajlandó az Egyesült Királyságban kiadni a Planet Earth-öt, de mindez a világ többi részében nem befolyásolta az eladásokat.
Prince ezek után többször is fellépett a londoni O2 Arénában, amely 22 millió dolláros bevételt hozott az előadónak.

### Kislemezek
A "Guitar" volt az első kislemez a Planet Earth-ről és 39. helyet kapta a Rolling Stone "2007 100 legjobb dala" listáján. A videóklip a Verizon weboldalán premierelt. Milos Twilight rendezte, produceri munkát pedig a rendező mellett Prince is végzett rajta.
A "Chelsea Rodgers" volt az album második kislemeze és 2007. augusztus 6-án jelent meg. A B-oldala pedig a "Mr. Goodnight" volt. A londoni divathéten felvett koncertből készült hozzá egy videóklip is, amely október 28-án lett bemutatva.
A "Somewhere Here on Earth" volt a harmadik kislemez. 2007. szeptember 3-án Prince Prágában, majd Spanyolországban forgatott a videóklipjéhez, amelyet Milos Twilight, a Umania Digital Studios és a Twilight Films rendezett. A klip 2008. február 12-én debütált a BET Channel-ön.

## Számlista
Az összes dal szerzője Prince. 
| 1.    | Planet Earth                   | 5:51 |
| 2.    | Guitar                         | 3:45 |
| 3.    | Somewhere Here on Earth        | 5:45 |
| 4.    | The One U Wanna C              | 4:29 |
| 5.    | Future Baby Mama               | 4:47 |
| 6.    | Mr. Goodnight                  | 4:26 |
| 7.    | All the Midnights in the World | 2:21 |
| 8.    | Chelsea Rodgers                | 5:41 |
| 9.    | Lion of Judah                  | 4:10 |
| 10.   | Resolution                     | 3:40 |
| 45:00 |                                |      |

## Slágerlisták
| Slágerlista (2007)                     | Legmagasabb pozíció |
| -------------------------------------- | ------------------- |
| Ausztrál Albumok (ARIA)                | 38                  |
| Osztrák Albumok (Ö3 Austria)           | 11                  |
| Belga Albumok (Ultratop Flanders)      | 5                   |
| Belga Albumok (Ultratop Wallonia)      | 20                  |
| Dán Albumok (Hitlisten)                | 5                   |
| Holland Albumok (Album Top 100)        | 3                   |
| Finn Albumok (Suomen virallinen lista) | 14                  |
| Francia Albumok (SNEP)                 | 16                  |
| Német Albumok (Offizielle Top 100)     | 7                   |
| Olasz Albumok (FIMI)                   | 16                  |
| Norvég Albumok (VG-lista)              | 9                   |
| Spanyol Albumok (PROMUSICAE)           | 15                  |
| Svéd Albumok (Sverigetopplistan)       | 35                  |
| Svájci Albumok (Schweizer Hitparade)   | 1                   |
| US Billboard 200                       | 3                   |
| US Top R&B/Hip-Hop Albums (Billboard)  | 1                   |

| Slágerlista (2007)                    | Pozíció |
| ------------------------------------- | ------- |
| Holland Albumok (Album Top 100)       | 87      |
| Svájci Albumok (Schweizer Hitparade)  | 67      |
| US Top R&B/Hip-Hop Albums (Billboard) | 80      |

## Minősítések
| Régió                    | Minősítés | Példányszám |
| ------------------------ | --------- | ----------- |
| Svájc (IFPI Switzerland) | Arany     | 15,000      |

## Kiadások
| Country            | Date             |
| ------------------ | ---------------- |
| Egyesült Államok   | 2007. július 24. |
| Egyesült Királyság | 2007. július 15. |
| Németország        | 2007. július 20. |